# Dolly Bellefleur

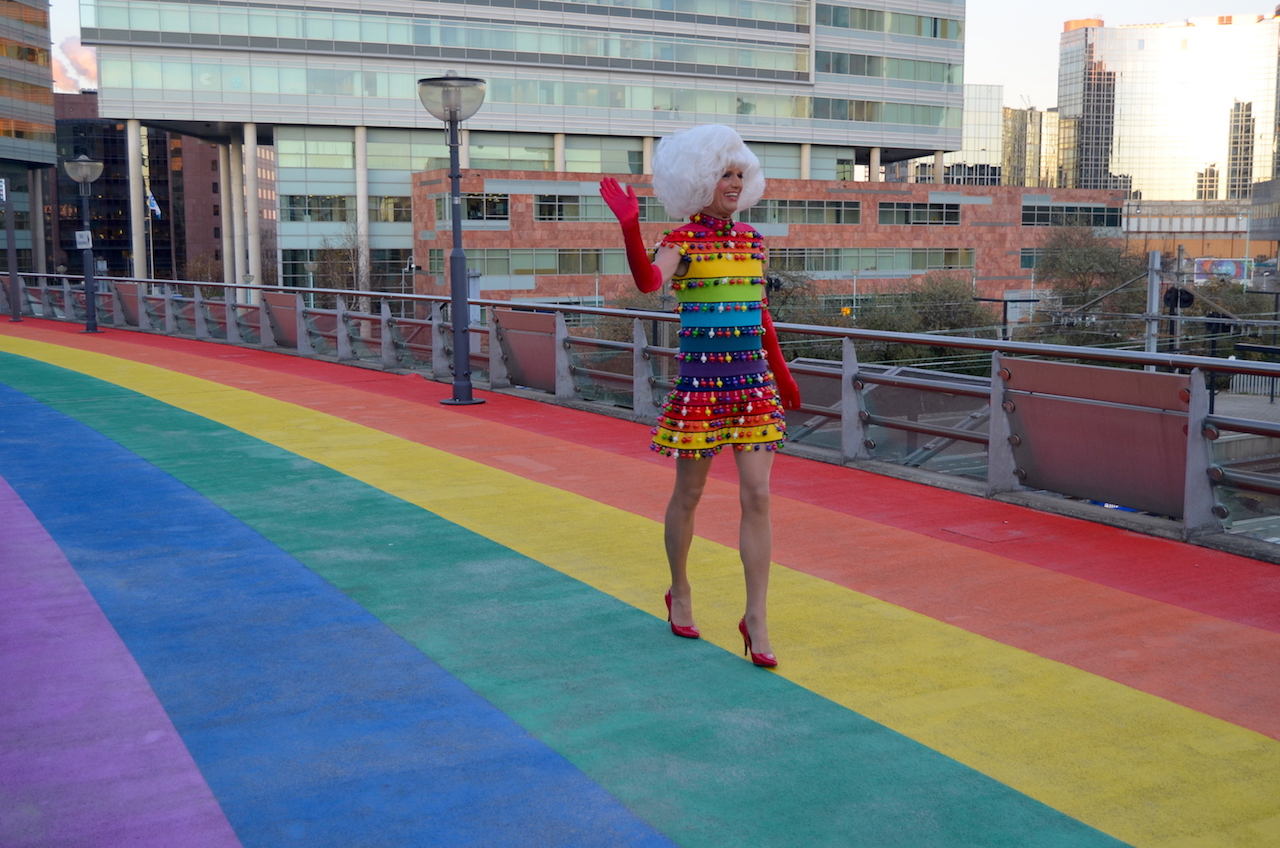
Dolly Bellefleur op het Regenboogpad Station Amsterdam Sloterdijk; 25 november 2016.

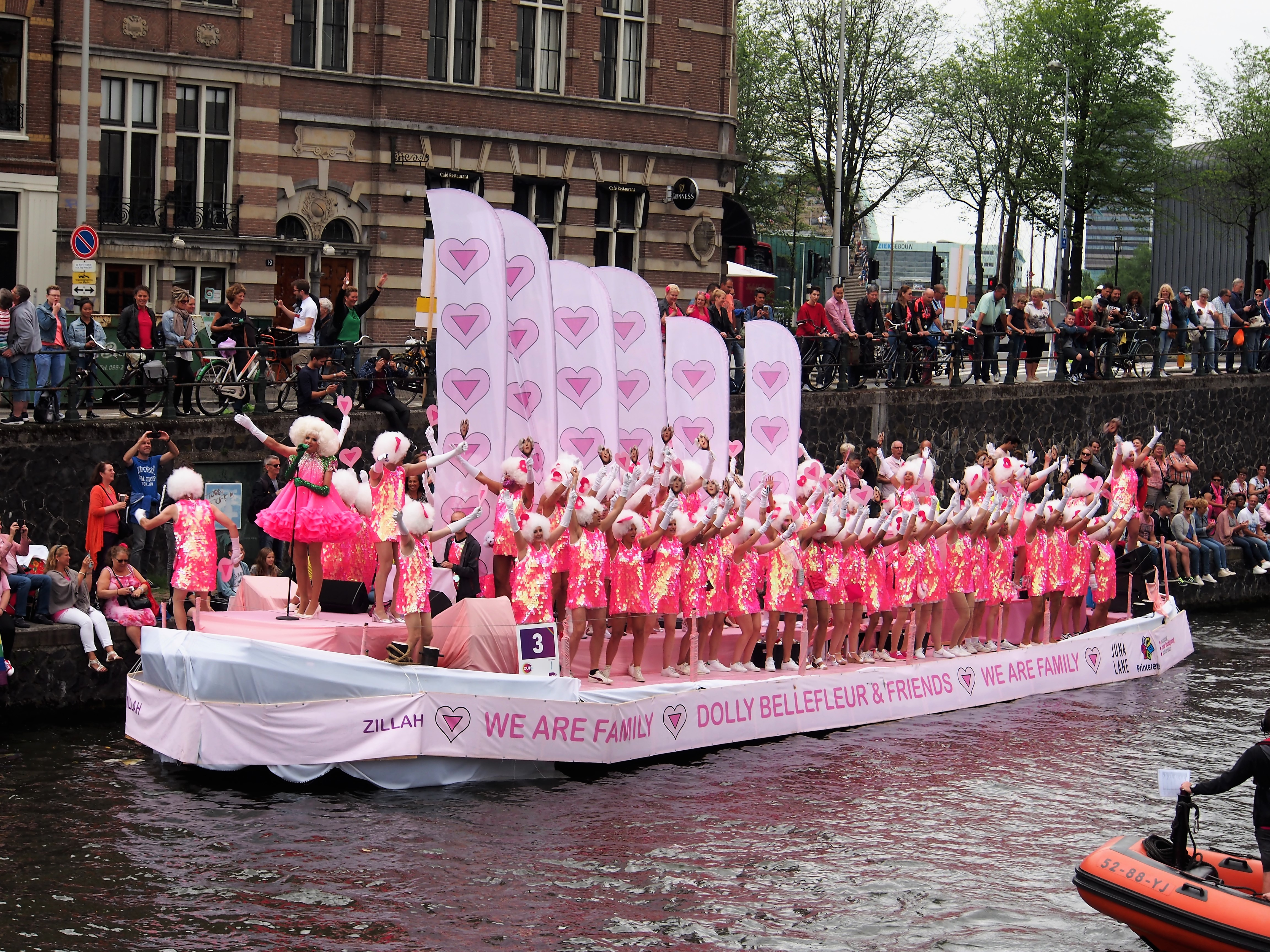
De boot van Dolly Bellefleur & friends (klonen) tijdens de Canal Parade 2017 in de Schippersgracht, bij het Oosterdok.

Dolly Bellefleur is de artiestennaam waaronder de Nederlander Ruud Douma (Huizen, 1961) met een drag-act optreedt in theaters en bij uiteenlopende evenementen. Dolly Bellefleur brengt entertainment met een inhoudelijke boodschap en is, naast Nickie Nicole, een van de bekendste Nederlandse travestie-artiesten.

## Opleiding en debuut
In zijn jeugd trad Ruud Douma op als sopraan in het kinderkoor van de plaatselijke kerk in Huizen. In 1980 kwam hij naar Amsterdam waar hij ging werken bij het Okura Hotel, ter voorbereiding op een opleiding aan de Hogere Hotelschool in Den Haag. Hij ging vanaf toen ook uit in onder meer homocafé Chez Manfred en de homodisco DOK. Later studeerde hij ook nog kunstgeschiedenis, maar na een bezoek aan het kleine Anthony Theater aan de Oudezijds Voorburgwal 30 in Amsterdam besloot hij om een travestie-act te gaan doen.
In dat theater trad Ruud Douma op 28 oktober 1989 voor het eerst op als 'Dolly Bellefleur'. Daarbij is 'Dolly' ontleend aan het liedje Hello, Dolly! en 'Bellefleur' aan een tijdschrift en gelijknamig TROS-programma. Met haar lange en slanke verschijning, klassieke, kleurrijke jurken met pofmouwen en grote witte pruik, komt Dolly Bellefleur vaak over als een speelgoedpop. Anders dan andere travestieten draagt Dolly geen nep-boezem, omdat het volgens eigen zeggen niet om "cuppie cuppie, maar om koppie koppie" gaat.
Ter promotie van haar eerste show, getiteld "Vorstelijke Travestie", vond eind 1989 een rijtoer plaats, waarbij Dolly Bellefleur samen met een als keizer Frans Joseph verklede Manfred Langer en een keizerin Sissi in een witte koets, getrokken door witte paarden via de homo-uitgaansgelegenheden Gaiety en Havana naar discotheek iT trok.

## Inhoudelijk
Onder het motto beauty with brains brengt Dolly Bellefleur entertainment met een inhoudelijke boodschap. Met haar teksten speelt ze regelmatig in op actuele onderwerpen op het vlak van politiek en homo-emancipatie. Dit kwam ook tot uiting in haar columns in de homobladen Homologie, Rainbow Magazine, Culture & Camp en Gay News.
In 2002 trok Dolly Bellefleur de aandacht, toen ze voor de PvdA-campagne voor de Provinciale Statenverkiezingen een kritisch lied over toenmalig premier Jan Peter Balkenende wilde zingen, maar al snel door de PvdA werd teruggefloten. Maatschappijkritiek kwam ook terug in de door Wilbert van der Steen getekende tweewekelijkse strip genaamd Made in Dolland, waarin Dolly Bellefleur van 2010 t/m 2012 figureerde.
In oktober 2011 ontstond er enige ophef, toen bleek dat de profielpagina van Dolly Bellefleur op de socialenetwerksite Facebook geblokkeerd was. De reden bleek dat particuliere gebruikers van Facebook alleen onder hun echte naam actief mogen zijn, maar Dolly Bellefleur signaleerde dat vooral travestieten hier op aangepakt werden.
In 2015 zorgde Dolly Bellefleur samen met historicus Alex Bakker door middel van een succesvolle inzamelingsactie ervoor dat de in 2104 overleden transgenderpionier Aaïcha Bergamin een passende grafsteen kreeg. Op 28 juli 2015 verzorgde ze in de kapel van begraafplaats Santa Barbara op de Spaandammerdijk een feestelijke herdenking met vrienden, kennissen, donateurs en pers. Waarna een door kunstenaar Martyn van der Jagt ontworpen grafsteen werd onthuld. De kleurrijke Bergamin rust sindsdien mede dankzij Dolly Bellefleur niet meer onder een anoniem cijfer, maar onder een spiegelende steen met glimmende diamanten.

## Optredens
Ruud Douma treedt regelmatig op met theatershows, waarvoor hij zelf de teksten, gedichten en liedjes schrijft, net als voor optredens op bijvoorbeeld Roze Zaterdag, de Amsterdam Gay Pride en bij andere (homogerelateerde) feesten en evenementen.
Enkele theatershows van Dolly Bellefleur waren:
- Dolly's Défilé (een hommage aan Bet van Beeren)
- Made in Dolland (1994, in de Stadsschouwburg Amsterdam, ter gelegenheid van de Europride)
- Dollands Glorie (1994 in de Stadsschouwburg Amsterdam)
- Ik wil gelukkig zijn (1996 in de bovenzaal van de Stadsschouwburg Amsterdam)
- De Zingende Zaag op locatie (2002 in Haarlem, Maastricht en Genk)
- Brecht Tingel Tangel (2010-2011 in De Roode Bioscoop in Amsterdam)
- Le Cage au Dol (2012 in de Philharmonie Haarlem en in 2014 in de OBA ter gelegenheid van haar 25-jarig artiestenjubileum)
- Dubbel en dwars - 30 jaar Dolly Bellefleur (2019-2020)

In 2004 sprak Ruud Douma de Mosse-lezing uit en van 2006 t/m 2011 presenteerde hij als Dolly Bellefleur een eigen radioprogramma, dat onder de naam Dolly's Bonte Woensdagavond Trein werd uitgezonden via MVS Gaystation.

## Eerbetoon
Naar de woonplaats van Douma voert Dolly Bellefleur sinds 2004 de fictieve eretitel "Haarlemse Stedenmaagd".
Ter gelegenheid van de twintigste verjaardag van Douma's debuut als Dolly Bellefleur vond eind 2009 en begin 2010 onder de naam "Van hem naar haar naar Hippolytushoef" een jubileumexpositie plaats in het IHLIA in Amsterdam en in de refter en de kloostergangen van het stadhuis van Haarlem.
In 2012 ontving zij het Roze Lieverdje, de homo-emancipatieprijs van GroenLinks in Amsterdam.
Op 1 november 2013 werd Dolly Bellefleur gekozen tot de nieuwe nachtburgemeester van Haarlem, een functie die bedoeld is om het nachtleven van de stad te bevorderen.
Als blijk van waardering voor haar inzet voor de homo-emancipatie ontving Dolly Bellefleur op 16 november 2014 de Andreaspenning van de stad Amsterdam.
Begin mei 2019 werd zij, vanwege haar inzet voor de lhbt gemeenschap, genomineerd voor de Jos Brink Oeuvre Prijs.
In januari 2020 werd de Bob Angelo-penning van COC Nederland aan haar toegekend.